# Skans 137 Osebron
Skans 137 Osebron är en före detta militär anläggning i Järnskogs socken i Eda kommun i Värmland. Dess syfte var att förhindra ett tyskt anfall från Norge under andra världskriget. Skansen låg öster om Osebron och 5 kilometer väst om Koppom.

## Historia
Runt midnatt 9 april 1940 anföll tyska styrkor Norge. Ockupationen var mindre våldsam än i resten av Europa och det gick även relativt fort. Alla Sveriges grannländer hade nu anfallits, vilket tydde på att Sverige, med sina under kriget viktiga hamnar samt järnvägar, var nästa mål. Invasionen av Norge skapade oro i Sverige, då merparten av de mobiliserade befann sig i Norbotten längs gränsen mot Sovjetunionen och Finland. På ett fåtal veckor höjdes antalet män under vapen från 80 000 till 320 000. Så kallade skansar byggdes längs hela den norska gränsen, från norr till söder. En av dessa var skans 137 Osebron. Skans 137 byggdes till största delen under åren 1940–1941. Anläggningen var en av de 123 skansar som uppfördes i Värmland under andra världskriget.

## Funktion
Skansens huvudsakliga funktion var att försvara Koppom mot ett förmodat anfall från väst. Man antog att ett tyskt anfall skulle komma från väst mot Charlottenberg-Arvika-Karlstad och därför lades hela 17 procent av befästningskostnaderna på dessa områden. Skans 137 var väldigt taktiskt belägen i bergområdet öst om Osebron med bra uppsikt över området på andra sidan älven. Under andra världskriget fanns "barackområden" i Värmland, barackområde 2 omfattade anläggningarna i Järnskog samt Skillingmark. I området placerades även 108:e jägarplutonen.
Skans 137 Osebron bestod av två områden inringade med taggtråd samt minor med fullträffsskydd för omkring 50 man och splitterskydd för 90 man. 54 värn fanns i området samt 9 värn avsett för kulsprutor. Förutom det fanns ett värn för kulsprutegevär samt ett för pansarvärnskanon. Vid landsvägen samt järnvägen fanns treradigt pansarhinder bestående av granitbock. En skylt finns uppsatt där det står att stenarna kom från Bohuslän med tåg och fraktades ut i fält med häst! Förutom det fanns taggtråd samt minor utplacerade. Vid ett potentiellt angrepp skulle även bron sprängas för att göra det så svårt som möjligt för tyskarna.
En vägspärr i form av en spårvagn fylld med betong fanns vid "Rammberget" cirka 1 kilometer norr om bron. För att den inte skulle kunna flyttas placrades halva vagnen i en spricka i berget.
Framskjutna posteringar fanns väst om Sågesätern samt vid Koppartjärnen i Bottner. Dessa hade beteckningarna 1102 samt 1101 och skulle fördröja ett tyskt anfall från Östervallskog. Posteringen vid Sågesätern bestod av 8 skyttevärn samt lika många värn avsatta för kulsprutor och pansarvärnskanoner plus en simpel vägspärr av järnrör inborrade i berget. Vid koppartjärnen fanns 10 skyttevärn.
Skans 137 hade sitt huvudkvarter i Näveds skola där Silence Records håller till idag. Barnen fick under krigåren istället gå i skola i Nearstugan i Näved. 300 meter syd om skolan fanns ett stall, troligen för 6-10 hästar. I nästan alla hus runtom skansen bodde soldater. Även gården Åsen i Slärteg var en viktig plats. På övervåningen i bostadshuset hade man radiostation och i stora salen på första våningen matsal. I lillstugan bodde totalt 44 soldater samtidigt.
Vanligtvis fanns 170-200 soldater placerade vid Osebron, dock många fler under perioder då oron för ett tyskt angrepp ökad. Dessa tillhörde 9:e gränsförsvarskompaniet samt 8:e cykelskyttekompaniet. Som mest fanns 10 000 soldater i Järnskog samtidigt.